# Hemilissa catapotia
Hemilissa catapotia är en skalbaggsart som beskrevs av Martins 1976. Hemilissa catapotia ingår i släktet Hemilissa och familjen långhorningar. Inga underarter finns listade i Catalogue of Life.